# Crassimarginatella marginalis
Crassimarginatella marginalis är en mossdjursart som först beskrevs av James Barrie Kirkpatrick 1888.  Crassimarginatella marginalis ingår i släktet Crassimarginatella och familjen Calloporidae. Inga underarter finns listade i Catalogue of Life.